# Sylvain Wiltord
Sylvain Claude Wiltord (Neuilly-sur-Marne, 10 maggio 1974) è un allenatore di calcio ed ex calciatore francese, di ruolo attaccante.
Con la Nazionale francese si è laureato campione d'Europa nel 2000 e vicecampione del mondo nel 2006.

## Carriera

### Club
Formatosi calcisticamente nel Rennes (in cui giocò tra il 1992 e il 1997), Wiltord esordì nel campionato francese all'età di 20 anni. Nel 1997 passò al Bordeaux, con cui nel 1999 riuscì a segnare 22 reti nel massimo campionato francese e a conquistare il premio di calciatore francese dell'anno. Nel 2000 si trasferì all'Arsenal, in cui militò per quattro stagioni affermandosi definitivamente a livello internazionale. Dopo tre stagioni nel Lione, con cui vinse tre campionati di prima divisione, nell'estate 2007 tornò al Rennes.
Il 15 gennaio 2009 passò in prestito semestrale all'Olympique Marsiglia. Il 30 gennaio 2010 accettò l'offerta del Metz ma dopo cinque mesi esatti si svincolò. Il 20 luglio 2011 si aggregò al Nantes, dopo essere stato un anno svincolato.
L'11 giugno 2012 annunciò il suo ritiro dal calcio giocato.

### Nazionale
Con la Francia Wiltord ha giocato per 92 volte, totalizzando 26 gol. Ha vinto gli Europei 2000, dove realizzò due gol: il primo alla Danimarca nella fase a gironi e il pareggio contro l'Italia nella finale giocata a Rotterdam, al 93º minuto, che portò ai supplementari la partita fino alla vittoria dei Blues al golden goal. Ha disputato anche i Mondiali 2002, gli Europei 2004 e i Mondiali 2006, dove ha conquistato il secondo posto. Nella finale giocata a Berlino contro l'Italia ha realizzato uno dei tiri dal dischetto che non è bastato per la vittoria dei francesi.

## Statistiche

### Presenze e reti nei club
Statistiche aggiornate al 30 giugno 2012.
| Stagione        | Squadra         | Campionato      | Campionato | Campionato | Coppe nazionali | Coppe nazionali | Coppe nazionali | Coppe continentali | Coppe continentali | Coppe continentali | Altre coppe | Altre coppe | Altre coppe | Totale | Totale |
| Stagione        | Squadra         | Comp            | Pres       | Reti       | Comp            | Pres            | Reti            | Comp               | Pres               | Reti               | Comp        | Pres        | Reti        | Pres   | Reti   |
| --------------- | --------------- | --------------- | ---------- | ---------- | --------------- | --------------- | --------------- | ------------------ | ------------------ | ------------------ | ----------- | ----------- | ----------- | ------ | ------ |
| 1992-1993       | Rennes          | D2              | 2          | 0          | -               | -               | -               | -                  | -                  | -                  | -           | -           | -           | 2      | 0      |
| 1993-1994       | Rennes          | D2              | 26         | 8          | -               | -               | -               | -                  | -                  | -                  | -           | -           | -           | 26     | 8      |
| 1994-1995       | Rennes          | D1              | 26         | 5          | -               | -               | -               | -                  | -                  | -                  | -           | -           | -           | 26     | 5      |
| 1995-1996       | Rennes          | D1              | 37         | 15         | -               | -               | -               | -                  | -                  | -                  | -           | -           | -           | 37     | 15     |
| 1996-1997       | Rennes          | D1              | 35         | 3          | -               | -               | -               | -                  | -                  | -                  | -           | -           | -           | 35     | 3      |
| 1997-1998       | Bordeaux        | D1              | 34         | 11         | -               | -               | -               | -                  | -                  | -                  | -           | -           | -           | 34     | 11     |
| 1998-1999       | Bordeaux        | D1              | 33         | 22         | -               | -               | -               | -                  | -                  | -                  | -           | -           | -           | 33     | 22     |
| 1999-2000       | Bordeaux        | D1              | 32         | 13         | -               | -               | -               | UCL                | 12                 | 4                  | -           | -           | -           | 32     | 13     |
| Totale Bordeaux | Totale Bordeaux | Totale Bordeaux | 99         | 46         |                 | 0               | 0               |                    | 12                 | 4                  |             | 0           | 0           | 111    | 50     |
| 2000-2001       | Arsenal         | PL              | 27         | 8          | FA Cup+CdL      | 6+1             | 6+0             | UCL                | 13                 | 1                  | -           | -           | -           | 47     | 15     |
| 2001-2002       | Arsenal         | PL              | 33         | 10         | FA Cup+CdL      | 7+3             | 2+4             | UCL                | 11                 | 1                  | -           | -           | -           | 54     | 17     |
| 2002-2003       | Arsenal         | PL              | 34         | 10         | FA Cup+CdL      | 7+0             | 2+0             | UCL                | 12                 | 1                  | CS          | 1           | 0           | 54     | 13     |
| 2003-2004       | Arsenal         | PL              | 12         | 3          | FA Cup+CdL      | 0+3             | 0+1             | UCL                | 4                  | 0                  | CS          | 1           | 0           | 19     | 4      |
| Totale Arsenal  | Totale Arsenal  | Totale Arsenal  | 106        | 31         |                 | 27              | 15              |                    | 40                 | 3                  |             | 2           | 0           | 173    | 49     |
| 2004-2005       | O. Lione        | L1              | 25         | 3          | -               | -               | -               | UCL                | 8                  | 6                  | -           | -           | -           | 33     | 9      |
| 2005-2006       | O. Lione        | L1              | 35         | 12         | -               | -               | -               | UCL                | 10                 | 2                  | -           | -           | -           | 45     | 14     |
| 2006-2007       | O. Lione        | L1              | 22         | 5          | -               | -               | -               | UCL                | 6                  | 0                  | -           | -           | -           | 28     | 5      |
| Totale O. Lione | Totale O. Lione | Totale O. Lione | 82         | 20         |                 | 0               | 0               |                    | 24                 | 8                  |             | 0           | 0           | 104    | 28     |
| 2007-2008       | Rennes          | L1              | 25         | 6          | -               | -               | -               | UCL                | 4                  | 0                  | -           | -           | -           | 29     | 6      |
| 2008-2009       | Rennes          | L1              | 6          | 0          | CF+CdL          | 0+1             | 0+1             | CU                 | 2                  | 0                  | -           | -           | -           | 9      | 1      |
| Totale Rennes   | Totale Rennes   | Totale Rennes   | 157        | 37         |                 | 1               | 1               |                    | 6                  | 0                  |             | 0           | 0           | 164    | 38     |
| 2008-2009       | O. Marsiglia    | L1              | 13         | 1          | CF+CdL          | 1+0             | 0               | -                  | -                  | -                  | -           | -           | -           | 14     | 1      |
| 2009-2010       | Metz            | L2              | 15         | 3          | -               | -               | -               | -                  | -                  | -                  | -           | -           | -           | 15     | 3      |
| 2011-2012       | Nantes          | L2              | 33         | 8          | CdL             | 1               | 0               | -                  | -                  | -                  | -           | -           | -           | 34     | 8      |
| Totale carriera | Totale carriera | Totale carriera | 505        | 146        |                 | 30              | 16              |                    | 82                 | 15                 |             | 2           | 0           | 623    | 177    |

### Cronologia presenze e reti in nazionale
| Cronologia completa delle presenze e delle reti in nazionale ― Francia | Cronologia completa delle presenze e delle reti in nazionale ― Francia | Cronologia completa delle presenze e delle reti in nazionale ― Francia | Cronologia completa delle presenze e delle reti in nazionale ― Francia | Cronologia completa delle presenze e delle reti in nazionale ― Francia | Cronologia completa delle presenze e delle reti in nazionale ― Francia | Cronologia completa delle presenze e delle reti in nazionale ― Francia | Cronologia completa delle presenze e delle reti in nazionale ― Francia |
| Data                                                                   | Città                                                                  | In casa                                                                | Risultato                                                              | Ospiti                                                                 | Competizione                                                           | Reti                                                                   | Note                                                                   |
| ---------------------------------------------------------------------- | ---------------------------------------------------------------------- | ---------------------------------------------------------------------- | ---------------------------------------------------------------------- | ---------------------------------------------------------------------- | ---------------------------------------------------------------------- | ---------------------------------------------------------------------- | ---------------------------------------------------------------------- |
| 10-2-1999                                                              | Madrid                                                                 | Spagna                                                                 | 0 – 2                                                                  | Francia                                                                | Amichevole                                                             | -                                                                      |                                                                        |
| 27-3-1999                                                              | Saint-Denis                                                            | Francia                                                                | 0 – 0                                                                  | Ucraina                                                                | Qual. Euro 2000                                                        | -                                                                      |                                                                        |
| 31-3-1999                                                              | Saint-Denis                                                            | Francia                                                                | 2 – 0                                                                  | Armenia                                                                | Qual. Euro 2000                                                        | 1                                                                      |                                                                        |
| 5-6-1999                                                               | Saint-Denis                                                            | Francia                                                                | 2 – 3                                                                  | Russia                                                                 | Qual. Euro 2000                                                        | 1                                                                      |                                                                        |
| 9-6-1999                                                               | Barcellona                                                             | Andorra                                                                | 0 – 1                                                                  | Francia                                                                | Qual. Euro 2000                                                        | -                                                                      |                                                                        |
| 18-8-1999                                                              | Belfast                                                                | Irlanda del Nord                                                       | 0 – 1                                                                  | Francia                                                                | Amichevole                                                             | -                                                                      |                                                                        |
| 8-9-1999                                                               | Erevan                                                                 | Armenia                                                                | 2 – 3                                                                  | Francia                                                                | Qual. Euro 2000                                                        | -                                                                      |                                                                        |
| 9-10-1999                                                              | Saint-Denis                                                            | Francia                                                                | 3 – 2                                                                  | Islanda                                                                | Qual. Euro 2000                                                        | -                                                                      |                                                                        |
| 23-2-2000                                                              | Saint-Denis                                                            | Francia                                                                | 1 – 0                                                                  | Polonia                                                                | Amichevole                                                             | -                                                                      |                                                                        |
| 29-3-2000                                                              | Glasgow                                                                | Scozia                                                                 | 0 – 2                                                                  | Francia                                                                | Amichevole                                                             | 1                                                                      |                                                                        |
| 28-5-2000                                                              | Zagabria                                                               | Croazia                                                                | 0 – 2                                                                  | Francia                                                                | Amichevole                                                             | -                                                                      |                                                                        |
| 4-6-2000                                                               | Parigi                                                                 | Francia                                                                | 2 – 2 (2 – 4 dtr)                                                      | Giappone                                                               | Amichevole                                                             | -                                                                      |                                                                        |
| 6-6-2000                                                               | Casablanca                                                             | Marocco                                                                | 1 – 5                                                                  | Francia                                                                | Amichevole                                                             | 1                                                                      |                                                                        |
| 11-6-2000                                                              | Bruges                                                                 | Francia                                                                | 3 – 0                                                                  | Danimarca                                                              | Euro 2000 - 1º turno                                                   | 1                                                                      |                                                                        |
| 16-6-2000                                                              | Bruges                                                                 | Rep. Ceca                                                              | 1 – 2                                                                  | Francia                                                                | Euro 2000 - 1º turno                                                   | -                                                                      |                                                                        |
| 21-6-2000                                                              | Amsterdam                                                              | Francia                                                                | 2 – 3                                                                  | Paesi Bassi                                                            | Euro 2000 - 1º turno                                                   | -                                                                      |                                                                        |
| 28-6-2000                                                              | Bruxelles                                                              | Francia                                                                | 2 – 1 gg                                                               | Portogallo                                                             | Euro 2000 - Semifinale                                                 | -                                                                      |                                                                        |
| 2-7-2000                                                               | Rotterdam                                                              | Francia                                                                | 2 – 1 gg                                                               | Italia                                                                 | Euro 2000 - Finale                                                     | 1                                                                      |                                                                        |
| 2-9-2000                                                               | Saint-Denis                                                            | Francia                                                                | 1 – 1                                                                  | Inghilterra                                                            | Amichevole                                                             | -                                                                      |                                                                        |
| 4-10-2000                                                              | Saint-Denis                                                            | Francia                                                                | 1 – 1                                                                  | Camerun                                                                | Amichevole                                                             | 1                                                                      |                                                                        |
| 7-10-2000                                                              | Johannesburg                                                           | Sudafrica                                                              | 0 – 0                                                                  | Francia                                                                | Amichevole                                                             | -                                                                      |                                                                        |
| 15-11-2000                                                             | Istanbul                                                               | Turchia                                                                | 0 – 4                                                                  | Francia                                                                | Amichevole                                                             | 1                                                                      |                                                                        |
| 27-2-2001                                                              | Saint-Denis                                                            | Francia                                                                | 1 – 0                                                                  | Germania                                                               | Amichevole                                                             | -                                                                      |                                                                        |
| 24-3-2001                                                              | Saint-Denis                                                            | Francia                                                                | 4 – 0                                                                  | Giappone                                                               | Amichevole                                                             | 1                                                                      |                                                                        |
| 28-3-2001                                                              | Valencia                                                               | Spagna                                                                 | 2 – 1                                                                  | Francia                                                                | Amichevole                                                             | -                                                                      |                                                                        |
| 25-4-2001                                                              | Saint-Denis                                                            | Francia                                                                | 4 – 0                                                                  | Portogallo                                                             | Amichevole                                                             | 1                                                                      |                                                                        |
| 30-5-2001                                                              | Taegu                                                                  | Francia                                                                | 5 – 0                                                                  | Corea del Sud                                                          | Conf. Cup 2001 - 1º turno                                              | 1                                                                      |                                                                        |
| 1-6-2001                                                               | Taegu                                                                  | Australia                                                              | 1 – 0                                                                  | Francia                                                                | Conf. Cup 2001 - 1º turno                                              | -                                                                      |                                                                        |
| 3-6-2001                                                               | Ulsan                                                                  | Francia                                                                | 4 – 0                                                                  | Messico                                                                | Conf. Cup 2001 - 1º turno                                              | 1                                                                      |                                                                        |
| 7-6-2001                                                               | Suwon                                                                  | Francia                                                                | 2 – 1                                                                  | Brasile                                                                | Conf. Cup 2001 - Semifinale                                            | -                                                                      |                                                                        |
| 10-6-2001                                                              | Yokohama                                                               | Giappone                                                               | 0 – 1                                                                  | Francia                                                                | Conf. Cup 2001 - Finale                                                | -                                                                      |                                                                        |
| 15-8-2001                                                              | Nantes                                                                 | Francia                                                                | 1 – 0                                                                  | Danimarca                                                              | Amichevole                                                             | -                                                                      |                                                                        |
| 1-9-2001                                                               | Santiago del Cile                                                      | Cile                                                                   | 2 – 1                                                                  | Francia                                                                | Amichevole                                                             | -                                                                      |                                                                        |
| 6-10-2001                                                              | Saint-Denis                                                            | Francia                                                                | 4 – 1                                                                  | Algeria                                                                | Amichevole                                                             | -                                                                      |                                                                        |
| 11-11-2001                                                             | Melbourne                                                              | Australia                                                              | 1 – 1                                                                  | Francia                                                                | Amichevole                                                             | -                                                                      |                                                                        |
| 13-2-2002                                                              | Saint-Denis                                                            | Francia                                                                | 2 – 1                                                                  | Romania                                                                | Amichevole                                                             | -                                                                      |                                                                        |
| 27-3-2002                                                              | Saint-Denis                                                            | Francia                                                                | 5 – 0                                                                  | Scozia                                                                 | Amichevole                                                             | -                                                                      |                                                                        |
| 18-5-2002                                                              | Saint-Denis                                                            | Francia                                                                | 1 – 2                                                                  | Belgio                                                                 | Amichevole                                                             | -                                                                      |                                                                        |
| 26-5-2002                                                              | Suwon                                                                  | Corea del Sud                                                          | 2 – 3                                                                  | Francia                                                                | Amichevole                                                             | -                                                                      |                                                                        |
| 31-5-2002                                                              | Seul                                                                   | Francia                                                                | 0 – 1                                                                  | Senegal                                                                | Mondiali 2002 - 1º turno                                               | -                                                                      |                                                                        |
| 6-6-2002                                                               | Pusan                                                                  | Francia                                                                | 0 – 0                                                                  | Uruguay                                                                | Mondiali 2002 - 1º turno                                               | -                                                                      |                                                                        |
| 11-6-2002                                                              | Incheon                                                                | Danimarca                                                              | 2 – 0                                                                  | Francia                                                                | Mondiali 2002 - 1º turno                                               | -                                                                      |                                                                        |
| 7-9-2002                                                               | Nicosia                                                                | Cipro                                                                  | 1 – 2                                                                  | Francia                                                                | Amichevole                                                             | 1                                                                      |                                                                        |
| 12-10-2002                                                             | Saint-Denis                                                            | Francia                                                                | 5 – 0                                                                  | Slovenia                                                               | Amichevole                                                             | 1                                                                      |                                                                        |
| 16-10-2002                                                             | La Valletta                                                            | Malta                                                                  | 0 – 4                                                                  | Francia                                                                | Amichevole                                                             | 1                                                                      |                                                                        |
| 20-11-2002                                                             | Saint-Denis                                                            | Francia                                                                | 3 – 0                                                                  | Svezia                                                                 | Amichevole                                                             | -                                                                      |                                                                        |
| 12-2-2003                                                              | Saint-Denis                                                            | Francia                                                                | 0 – 2                                                                  | Rep. Ceca                                                              | Amichevole                                                             | -                                                                      |                                                                        |
| 29-3-2003                                                              | Lens                                                                   | Francia                                                                | 6 – 0                                                                  | Malta                                                                  | Qual. Euro 2004                                                        | 1                                                                      |                                                                        |
| 2-4-2003                                                               | Palermo                                                                | Israele                                                                | 1 – 2                                                                  | Francia                                                                | Qual. Euro 2004                                                        | -                                                                      |                                                                        |
| 30-4-2003                                                              | Saint-Denis                                                            | Francia                                                                | 5 – 0                                                                  | Egitto                                                                 | Amichevole                                                             | -                                                                      |                                                                        |
| 18-6-2003                                                              | Lione                                                                  | Francia                                                                | 1 – 0                                                                  | Colombia                                                               | Conf. Cup 2003 - 1º turno                                              | -                                                                      |                                                                        |
| 20-6-2003                                                              | Saint-Étienne                                                          | Francia                                                                | 2 – 1                                                                  | Giappone                                                               | Conf. Cup 2003 - 1º turno                                              | -                                                                      |                                                                        |
| 22-6-2003                                                              | Saint-Étienne                                                          | Francia                                                                | 5 – 0                                                                  | Nuova Zelanda                                                          | Conf. Cup 2003 - 1º turno                                              | -                                                                      |                                                                        |
| 26-6-2003                                                              | Saint-Denis                                                            | Francia                                                                | 3 – 2                                                                  | Turchia                                                                | Conf. Cup 2003 - Semifinale                                            | 1                                                                      |                                                                        |
| 29-6-2003                                                              | Saint-Denis                                                            | Camerun                                                                | 0 – 1 dts                                                              | Francia                                                                | Conf. Cup 2003 - Finale                                                | -                                                                      |                                                                        |
| 20-8-2003                                                              | Ginevra                                                                | Svizzera                                                               | 0 – 2                                                                  | Francia                                                                | Amichevole                                                             | 1                                                                      |                                                                        |
| 6-9-2003                                                               | Saint-Denis                                                            | Francia                                                                | 5 – 0                                                                  | Cipro                                                                  | Qual. Euro 2004                                                        | 2                                                                      |                                                                        |
| 10-9-2003                                                              | Lubiana                                                                | Slovenia                                                               | 0 – 2                                                                  | Francia                                                                | Qual. Euro 2004                                                        | -                                                                      |                                                                        |
| 15-11-2003                                                             | Gelsenkirchen                                                          | Germania                                                               | 0 – 3                                                                  | Francia                                                                | Amichevole                                                             | -                                                                      |                                                                        |
| 20-5-2004                                                              | Saint-Denis                                                            | Francia                                                                | 0 – 0                                                                  | Brasile                                                                | Amichevole                                                             | -                                                                      |                                                                        |
| 28-5-2004                                                              | Montpellier                                                            | Francia                                                                | 4 – 0                                                                  | Andorra                                                                | Amichevole                                                             | 2                                                                      |                                                                        |
| 6-6-2004                                                               | Saint-Denis                                                            | Francia                                                                | 1 – 0                                                                  | Ucraina                                                                | Amichevole                                                             | -                                                                      |                                                                        |
| 13-6-2004                                                              | Lisbona                                                                | Francia                                                                | 2 – 1                                                                  | Inghilterra                                                            | Euro 2004 - 1º turno                                                   | -                                                                      |                                                                        |
| 17-6-2004                                                              | Leiria                                                                 | Croazia                                                                | 2 – 2                                                                  | Francia                                                                | Euro 2004 - 1º turno                                                   | -                                                                      |                                                                        |
| 25-6-2004                                                              | Lisbona                                                                | Francia                                                                | 0 – 1                                                                  | Grecia                                                                 | Euro 2004 - Quarti di finale                                           | -                                                                      |                                                                        |
| 9-10-2004                                                              | Saint-Denis                                                            | Francia                                                                | 0 – 0                                                                  | Irlanda                                                                | Qual. Mondiali 2006                                                    | -                                                                      |                                                                        |
| 13-10-2004                                                             | Nicosia                                                                | Cipro                                                                  | 0 – 2                                                                  | Francia                                                                | Qual. Mondiali 2006                                                    | 1                                                                      |                                                                        |
| 26-3-2005                                                              | Saint-Denis                                                            | Francia                                                                | 0 – 0                                                                  | Svizzera                                                               | Qual. Mondiali 2006                                                    | -                                                                      |                                                                        |
| 30-3-2005                                                              | Tel Aviv                                                               | Israele                                                                | 1 – 1                                                                  | Francia                                                                | Qual. Mondiali 2006                                                    | -                                                                      |                                                                        |
| 31-5-2005                                                              | Longeville-lès-Metz                                                    | Francia                                                                | 2 – 1                                                                  | Ungheria                                                               | Amichevole                                                             | -                                                                      |                                                                        |
| 17-8-2005                                                              | Saint-Denis                                                            | Francia                                                                | 3 – 0                                                                  | Costa d'Avorio                                                         | Amichevole                                                             | -                                                                      |                                                                        |
| 3-9-2005                                                               | Lens                                                                   | Francia                                                                | 3 – 0                                                                  | Fær Øer                                                                | Qual. Mondiali 2006                                                    | -                                                                      |                                                                        |
| 7-9-2005                                                               | Dublino                                                                | Irlanda                                                                | 0 – 1                                                                  | Francia                                                                | Qual. Mondiali 2006                                                    | -                                                                      |                                                                        |
| 8-10-2005                                                              | Berna                                                                  | Svizzera                                                               | 1 – 1                                                                  | Francia                                                                | Qual. Mondiali 2006                                                    | -                                                                      |                                                                        |
| 12-10-2005                                                             | Saint-Denis                                                            | Francia                                                                | 4 – 0                                                                  | Cipro                                                                  | Qual. Mondiali 2006                                                    | 1                                                                      |                                                                        |
| 9-11-2005                                                              | Fort-de-France                                                         | Francia                                                                | 3 – 2                                                                  | Costa Rica                                                             | Amichevole                                                             | -                                                                      |                                                                        |
| 1-3-2006                                                               | Saint-Denis                                                            | Francia                                                                | 1 – 2                                                                  | Slovacchia                                                             | Amichevole                                                             | 1                                                                      |                                                                        |
| 27-5-2006                                                              | Città del Messico                                                      | Messico                                                                | 0 – 1                                                                  | Francia                                                                | Amichevole                                                             | -                                                                      |                                                                        |
| 31-5-2006                                                              | Lens                                                                   | Francia                                                                | 2 – 0                                                                  | Danimarca                                                              | Amichevole                                                             | 1                                                                      |                                                                        |
| 7-6-2006                                                               | Saint-Étienne                                                          | Francia                                                                | 3 – 1                                                                  | Cina                                                                   | Amichevole                                                             | -                                                                      |                                                                        |
| 13-6-2006                                                              | Stoccarda                                                              | Francia                                                                | 0 – 0                                                                  | Svizzera                                                               | Mondiali 2006 - 1º turno                                               | -                                                                      |                                                                        |
| 18-6-2006                                                              | Lipsia                                                                 | Francia                                                                | 1 – 1                                                                  | Corea del Sud                                                          | Mondiali 2006 - 1º turno                                               | -                                                                      |                                                                        |
| 23-6-2006                                                              | Colonia                                                                | Togo                                                                   | 0 – 2                                                                  | Francia                                                                | Mondiali 2006 - 1º turno                                               | -                                                                      |                                                                        |
| 27-6-2006                                                              | Hannover                                                               | Spagna                                                                 | 1 – 3                                                                  | Francia                                                                | Mondiali 2006 - Ottavi di finale                                       | -                                                                      |                                                                        |
| 1-7-2006                                                               | Francoforte sul Meno                                                   | Brasile                                                                | 0 – 1                                                                  | Francia                                                                | Mondiali 2006 - Quarti di finale                                       | -                                                                      |                                                                        |
| 5-7-2006                                                               | Monaco di Baviera                                                      | Francia                                                                | 1 – 0                                                                  | Portogallo                                                             | Mondiali 2006 - Semifinale                                             | -                                                                      |                                                                        |
| 9-7-2006                                                               | Berlino                                                                | Italia                                                                 | 1 – 1 dts (5 – 3 dtr)                                                  | Francia                                                                | Mondiali 2006 - Finale                                                 | -                                                                      |                                                                        |
| 16-8-2006                                                              | Sarajevo                                                               | Bosnia ed Erzegovina                                                   | 1 – 2                                                                  | Francia                                                                | Amichevole                                                             | -                                                                      |                                                                        |
| 2-9-2006                                                               | Tbilisi                                                                | Georgia                                                                | 0 – 3                                                                  | Francia                                                                | Qual. Euro 2008                                                        | -                                                                      |                                                                        |
| 6-9-2006                                                               | Saint-Denis                                                            | Francia                                                                | 3 – 1                                                                  | Italia                                                                 | Qual. Euro 2008                                                        | -                                                                      |                                                                        |
| 7-10-2006                                                              | Glasgow                                                                | Scozia                                                                 | 1 – 0                                                                  | Francia                                                                | Qual. Euro 2008                                                        | -                                                                      |                                                                        |
| 15-11-2006                                                             | Saint-Denis                                                            | Francia                                                                | 1 – 0                                                                  | Grecia                                                                 | Amichevole                                                             | -                                                                      |                                                                        |
| Totale                                                                 |                                                                        | Presenze                                                               | 92                                                                     |                                                                        | Reti                                                                   | 26                                                                     |                                                                        |

## Palmarès

### Club
- Campionato francese: 4

Bordeaux: 1998-1999
Olympique Lione: 2004-2005, 2005-2006, 2006-2007
- Campionato inglese: 2

Arsenal: 2001-2002, 2003-2004
- Coppa d'Inghilterra: 2

Arsenal: 2001-2002, 2002-2003
- Community Shield: 1

Arsenal: 2002

### Nazionale
- Campionato d'Europa: 1

2000
- Confederations Cup: 2

2001, 2003

### Individuale
- Capocannoniere della Coupe de la Ligue: 1

1995-1996 (3 reti)
- Capocannoniere della Ligue 1: 1

1998-1999 (22 gol)
- Calciatore francese dell'anno: 1

1999